# Naulasaari (ö i Kajanaland)
Naulasaari är en ö i Finland. Den ligger i sjön Kiantajärvi och i kommunen Suomussalmi i den ekonomiska regionen  Kehys-Kainuu  och landskapet Kajanaland, i den centrala delen av landet, 600 km norr om huvudstaden Helsingfors. Öns area är 11,1 hektar och dess största längd är 460 meter i sydöst-nordvästlig riktning.